# Wilton Persons
Wilton Burton Persons, född 19 januari 1896, död 1977, var en amerikansk statstjänsteman och generalmajor. Han var presidentens assistent (Assistant to the President) under USA:s president Dwight D. Eisenhower 1958-1961. Han var den sista stabschefen i Vita huset att kallas assistent; benämningen Chief of Staff användes först av Persons efterföljare.
Persons utexaminerades 1916 från Auburn University. Han gjorde sin karriär i USA:s armé och befordrades 1944 till generalmajor. Persons deltog i både första och andra världskriget. Presidentens assistent Sherman Adams avgick 1958 på grund av en skandal och efterträddes av Persons.